# Puchar Wielkiego Muru
Puchar Wielkiego Muru – towarzyski turniej piłkarski, rozgrywany w Chinach w latach 1983-1989. W turnieju trzykrotnie brały udział polskie drużyny: w 1983 roku GKS Katowice zajął 4. miejsce, w 1984 roku reprezentacja Polski U-21 zajęła 3. miejsce, natomiast w 1986 roku zwycięzcą turnieju została Legia Warszawa. Ostatni turniej w 1989 roku rozegrano w formule grupowej.

## Turnieje
| Rok  | Zwycięzca           | Wynik           | Finalista | 3 miejsce     | Wynik | 4 miejsce           |
| ---- | ------------------- | --------------- | --------- | ------------- | ----- | ------------------- |
| 1983 | Chiny               | 4–1             | Pekin     | Tajlandia     | 3–2   | GKS Katowice        |
| 1984 | SV Waldhof Mannheim | 1–0             | Chiny     | Polska U-21   | 5–2   | Canada Amateur      |
| 1985 | Rumunia U-21        | 2–2 (3–1 p. k.) | Chiny B   | P’yŏngyang SC | 1–0   | Japan University XI |
| 1986 | Legia Warszawa      | 2–0             | Chiny     | Tianjin       | 2–0   | Mitsubishi          |
| 1987 | Watford             | 2–0 (p. d.)     | Chiny     | Rumunia U-21  | 2–0   | Liaoning            |

### 1989
| Drużyna                  | Mecze | W | P | R | Pkt. |
| ------------------------ | ----- | - | - | - | ---- |
| Chiny                    | 3     | 3 | 0 | 0 | 6    |
| Czornomoreć Odessa       | 3     | 3 | 0 | 2 | 4    |
| Chiny (kadra olimpijska) | 3     | 1 | 0 | 0 | 2    |
| P’yŏngyang SC            | 2     | 0 | 0 | 3 | 0    |